# 火车站 (南宁轨道交通)
火车站是南宁轨道交通1号线和2号线的地铁车站，位于中华人民共和国广西壮族自治区南宁市兴宁区朝阳路与中华路交叉口南侧地下。该站在2016年12月28日南宁轨道交通1号线西段通车时开放载客，设有4个出入口和2个岛式站台，是一座跨月台转车站。

## 历史
火车站在2013年6月1日开始进行围挡施工。火车站附近设有许多在1950年代至1960年代兴建，地基较浅的建筑；由于车站结构较宽，所以建筑物与车站基坑的最小距离少于2米。而且火车站的土壤富有水分，成分包括砾砂、圆砾、卵石，施工方既在开挖基坑这方面遇到很大的困难，也无法在这里采用一般的注浆加固方法。对于前一点，施工方采用了机械化作业系统和电动轮胎式起重机进行开挖基坑的工作，这大大提高了施工的效率，也避免了传统工法的一些弊病。对于后一点，施工方组成了质控小组，进行长达4个月的试验，测试各种注浆方法。最终施工方采用的注浆方法既能适应车站地质，也能够保障基坑的结构安全。此外，施工方也采用了其他新技术，解决附近建筑锚索深入车站基坑、附近的人防结构隔断车站结构连续墙等问题。最终火车站在2016年7月25日完成全部土建工程。该站站厅和1号线月台在2016年12月28日1号线西段（石埠站－麻村站）开始试运行的同时正式启用，成为1号线的中途站之一，2号线月台也在2017年12月28日2号线通车的同时正式启用。

## 车站结构

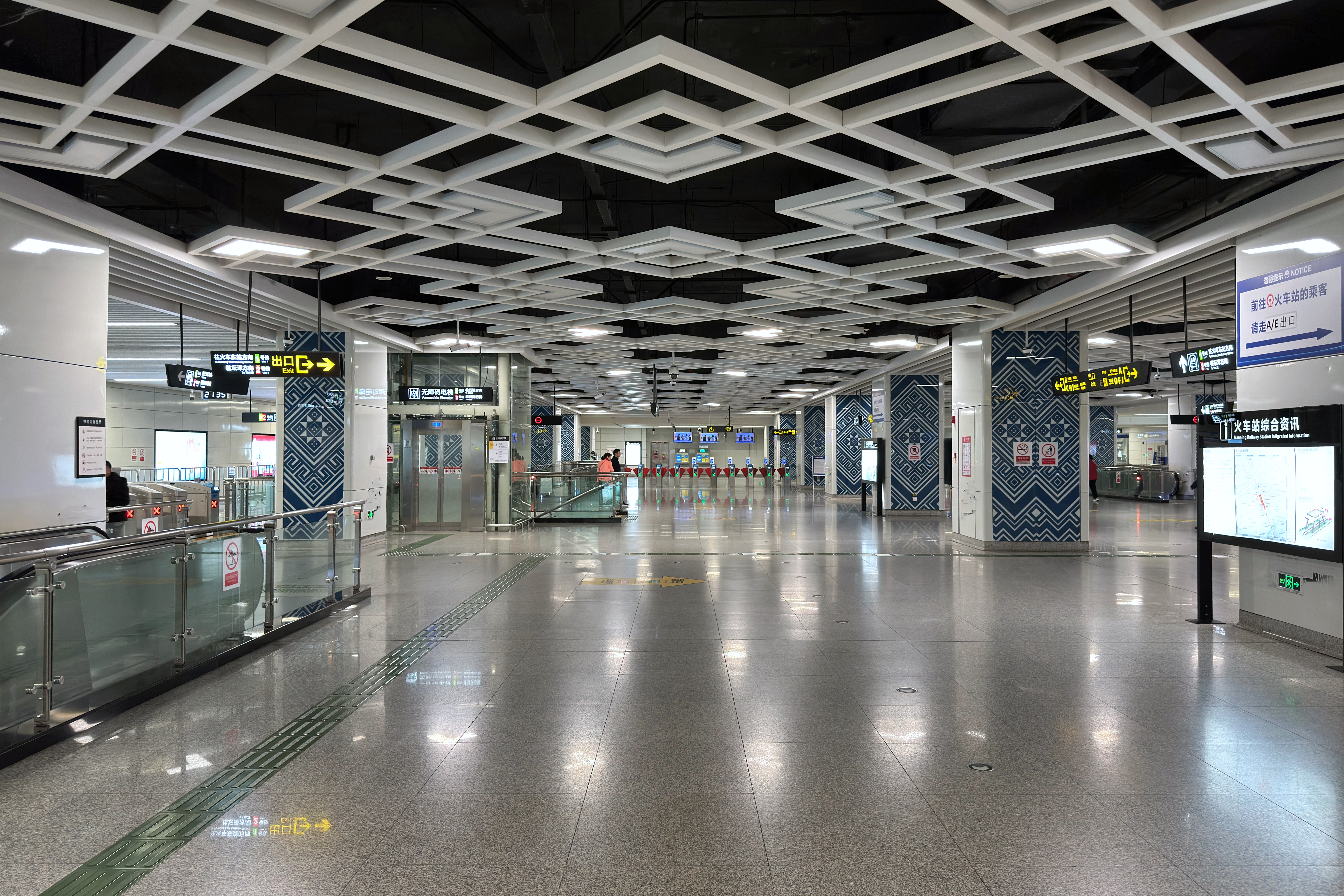
站厅

火车站设有3层，地面为出入口，地下一层预留作商业开发用途，具有人防功能，在国铁南宁站完成改造后也会与该站的出站通道相通；地下二层为站厅，地下三层则是1号线月台（往石埠／火车东站）和2号线月台（往西津／坛泽）。火车站是1、2号线的同台换乘站，提供顺向转乘的服务。
| 地面                           | 出入口   | A、B、C、D、E、F、G、H、I、J出入口 |
| 地下一层                       | 商业开发 | |
| 地下二层                       | 站厅     | 客服中心、自动售票机、验票机 |
| 地下三层                       | 站台     | \| \| \| █ 1号线往石埠（白苍岭） \| \| 島式 · ↑開左邊车门 ↓開右邊车门 \| \| \| \| \| \| █ 2号线往西津（明秀路） \| \| \| \| █ 2号线往坛泽（朝阳广场） \| \| 島式 · ↑開右邊车门 ↓開左邊车门 \| \| \| \| \| \| █ 1号线往火车东站（朝阳广场） \| |
|                                |          | █ 1号线往石埠（白苍岭） |
| 島式 · ↑開左邊车门 ↓開右邊车门 |          | |
|                                |          | █ 2号线往西津（明秀路） |
|                                |          | █ 2号线往坛泽（朝阳广场） |
| 島式 · ↑開右邊车门 ↓開左邊车门 |          | |
|                                |          | █ 1号线往火车东站（朝阳广场） |

## 车站出口
火车站共设10个出口，其中A-D四个出入口为车站出入口，E-J出入口为物业出入口，各出口及周围设施如下所示：
| 编号                | 出入口信息                                                                                   | 照片 | 无障碍设施 |
| ------------------- | -------------------------------------------------------------------------------------------- | ---- | ---------- |
| A · 出口            | 中华路、南宁火车站                                                                           |      | 不適用     |
| B · 出口            | 华东路、杭州路、南宁市第五中学、南宁市华西路小学、广西中医药大学附属瑞康医院、朝阳路、南京路 |      | 不適用     |
| C · 出口 · （设有） | 华东路、友爱南路、南宁市朝阳路小学、朝阳路、苏州路                                           |      |            |
| D · 出口 · （设有） | 中华路、友爱南路、南宁市人力资源市场、南宁市妇幼保健院、苏州路                               |      |            |
| 图例： 设有         |                                                                                              |      |            |

## 服务及接驳公交
工作日高峰時段（早上7時至9時、晚上5時30分至7時30分），1号线发车间隔为3.5分钟，2号线发车间隔5分钟。双休日期间，1号线高峰时段（早上11時30分至晚上8時）行车间隔为5分钟，平峰时段（晚上8時至11時）为6分钟。2号线以下午12时至晚上11时为高峰时段，发车间隔为7分钟。其余时段，1号线发车间隔為7分钟，2号线发车间隔8分钟。從火车站開往火車東站的首班車在每天上午6時39分開出，末班車在每天晚上11時24分開出；開往石埠站的首班車在每天上午6時45分開出，末班車在每天晚上11時30分開出；开往坛泽站的首班車在每天上午6時37分開出，末班車在每天晚上11時13分開出；開往西津站的首班車在每天上午6時58分開出，末班車则在每天晚上11時34分開出。
乘客可在本站周围换乘南宁公交B01路、5路、9路、21路、208路、501路、804路、805路等公交路线。